# 河越兼字
河越 兼字（かわごえ かねな、1628年 - 1703年）は江戸時代の地下官人・有職家。
源兼字、兼字王、当兼王、清原賢充、中原賢充とも。ただし源兼字、兼字王、清原賢充の名前は後世の資料にしか見えない。

## 概要
兼字の実父は河越重忠である。重忠は松永久秀の旧臣である河越宗也（重宗）の子で、宗也は天正5年（1577年）に松永氏が滅亡した際に京都に居住し、娘が平田職忠に嫁いだため平田家で同居したという。宗也の娘と職忠の間に生まれた娘は重忠に嫁ぎ、兼字と河越賢在・真継久忠を産んだ。
『地下家伝』によれば、元来は父方の河越氏を継承していたが、舟橋相賢の養子となり、早世した河越賢在の名跡を相続した。また、伊勢使王・兼久王の名跡も継ぎ、兵庫寮と使王の両方を務めた。寛永20年（1642年）9月20日には正六位上・兵庫大允に叙任され、正保4年（1647年）には名前を源兼字に変更した。明暦元年（1656年）12月15日には兵庫助に転じた。万治3年（1660年）12月24日には従五位下に叙され、兵庫頭に転じた。貞享4年（1687年）8月14日には従五位上に叙された。
ただし、青木庸行の『百年以来近代地下諸家伝』では河越賢兼までは中原氏を名乗っていたとされており、実際に史料上では中原朝臣と呼ばれていることから、『地下家伝』の記述には錯誤があると考えられる。
なお、「兼字王」の作名は小野隆房や小野職行も名乗っている。